# Serguéi Chaváin
Serguéi Grigórievich Chaváin (en ruso: Сергей Григорьевич Чавайн), también transcrito como Čavajn [ʧɑˈβɑɪn] (en mari: Сергей Чавайн; 6 de octubre de 1888 - fusilado en 1937) fue un poeta y dramaturgo ruso en lengua mari. Nacido como Serguéi Grigórievich Grigóriev (en ruso: Серге́й Григо́рьевич Григо́рьев) en la Gobernación de Kazán, en el Imperio ruso.
Se sabe que su primer poema literario escrito en lengua marí fue Oto (Ото - La arboleda) en 1905. En 1908 se gradúa en magisterio en Kazán. Su primera obra de teatro fue El pato salvaje en 1912, una sátira inspirada por los burócratas del gobierno del Zar. 
Tras la Revolución rusa de 1917 escribe varias obras para el teatro ambulante marí, como La autonomía (1920) y Sale el sol, las nubes de tormenta desaparecen (1921). Estas obras estaban inspiradas en la revolución y la Guerra Civil Rusa. Más tarde escribió obras para el estudio de teatro marí. Las obras de esa época son El puente de Jamblat (1927), comedia, La dote de cien rublos (1927), drama musical, El jardín de las abejas (1928), Kugujar (1929), una obra dedicada a la Revolución rusa de 1905, El agua de la vida, sobre la formación de los koljós, El aserradero (1930), sobre la colectivización, La compañía marii (1934), sobre la batalla de Kazán (1918), y Akpatyr (1935), sobre la participación marí en la guerra de Pugachev. La luz de la moneda (1936) fue una comedia basada en las creencias populares marí.
También es conocido por sus novelas Nadie puede oír el ruido del bosque, sobre la Revolución rusa de 1905, y Elnet, sobre la vida en un pueblo marí prerrevolucionario. Chavain también tradujo varias obras clásicas rusas al marí.
Fue víctima de las represiones estalinistas durante la lucha contra el «nacionalismo burgués», fue rehabilitado después de muerto. El premio nacional de Mari El lleva su nombre.